# Xanthopimpla hienae
Xanthopimpla hienae (лат.) — вид перепончатокрылых наездников-ихневмонид рода Xanthopimpla из подсемейства Pimplinae (Ichneumonidae). Назван в честь канадского энтомолога MSc. Hien Thu Ngo, коллектороа типовой серии.

## Распространение
Вьетнам (Ea So NR, Dak Lak Province).

## Описание
Среднего размера перепончатокрылые насекомые. Основная окраска жёлтая с небольшими чёрными пятнами. Длина тела 9 мм, переднего крыла 7,5 мм. Задний скат темени с двумя небольшими косыми коричневыми отметинами, медиально образующими почти V-образную форму; щитик умеренно выпуклый; проподеум с area superomedia, длина которой в 0,6 раза больше ширины; тергиты метасомы с чёрными полосами посередине (кроме тергита 2 с двумя чёрными пятнами); яйцеклад прямой, ножны яйцеклада в 0,25 раза длиннее задних голеней. Лимонно-желтый наездник; усики тёмно-коричневые, кроме внешней стороны скапуса, педицель и некоторые первые членики жгутиков желтоватые; глазковая область чёрная; задний скат темени с двумя небольшими косыми коричневыми, образующими посередине почти V-образную форму; среднеспинка с тремя поперечными непрерывными чёрными пятнами медиально и чёрным пятном впереди щитика; тегула тёмная и прозрачная сзади; проподеум с чёрной полосой в основании, слегка расширенный латерально ко второму латеральному полю; базальные 0,2 средней голени и средней лапки темно-коричневые; задняя нога с 0,7 нижней и боковой стороной вертлуга чёрные, задняя поверхность бедра с большим чёрным пятном; переднее лицо с небольшим коричневым пятном по верхнему краю, базальные 0,2 голени и лапки чёрные; крылья прозрачные, птеростигма и жилки темно-коричневые, кроме базальных 0,6 рёбер желтоватые; тергиты метасомы с чёрными перевязями посередине, кроме тергита 2 с двумя почти округлыми чёрными пятнами, черная перевязь на тергите 6 медиально нечеткая; яйцеклад красновато-коричневый; яйцеклад чёрный. Предположительно, как и близкие виды паразитирует на гусеницах и куколках бабочек (Lepidoptera). Вид был впервые описан в 2011 году энтомологами из Вьетнама (Nhi Thi Pham; Institute of Ecology and Biological Resources, 18 Hoang Quoc Viet, Ханой, Вьетнам), Великобритании (Gavin R. Broad; Department of Entomology, Natural History Museum, Лондон, Великобритания), Японии (Rikio Matsumoto; Osaka Museum of Natural History, Осака, Япония) и Германии (Wolfgang J. Wägele; Zoological Reasearch Museum Alexander Koenig, Бонн, Германия). Xanthopimpla hienae сходен с видом Xanthopimpla flaviceps Townes & Chiu отличаясь короткой площадкой superomedia (в 0,6 раза больше ширины по сравнению с 1,0x), более короткими ножнами яйцеклада (0,25x задних голеней против 0,47x) и различием в рисунке чёрных пятна и перевязи на ногах и тергитах метасомы.